# Marian Orczykowski
Marian Władysław Orczykowski, OFMCap (ur. 29 czerwca 1928 w Drohobyczu, zm. 19 marca 2024 w Krakowie) – polski kapłan katolicki, duszpasterz, kapelan harcerski, harcmistrz Związku Harcerstwa Rzeczypospolitej, nieformalny kapelan polskich lotników sportowych.

## Życiorys
Urodził się 29 czerwca 1928 roku w Drohobyczu na Kresach Wschodnich, jako syn Jana i Anny Smoleń.
Uczył się w Szkole Powszechnej w Drohobyczu kl. I-IV do roku 1939, potem ukończył dwie klasy szkoły sowieckiej w latach 1939–1941, klasę VII skończył w Męcinie pod Limanową w roku 1942. Uczęszczał na tajne komplety nauczania w Drohobyczu zaliczył I, II i III kl. gimnazjalną. W 1944 roku zaliczył rok Szkoły Handlowej. Zdał małą maturę, czyli IV kl. gimnazjum w Limanowej w 1945 roku. 7 września 1945 r. wstąpił do Zakonu Kapucynów Prowincji Krakowskiej w Sędziszowie Małopolskim, gdzie 8 września 1946 r. złożył śluby zakonne proste. Maturę państwową zdał w Liceum Klasycznym Księży Misjonarzy na Kleparzu w Krakowie w 1948 roku. Sakrament bierzmowania otrzymał z rąk ks. bp. Stanisława Rosponda 6 czerwca 1949 roku w kościele o. Franciszkanów w Krakowie. Uroczyste śluby zakonne złożył 9 września 1949 roku w Krakowie. Studia filozofii i teologii odbył w Studium Filozoficzno-Teologicznym o. Kapucynów w Krakowie zdając egzamin „ex universa philosofia et teologia” w 1953 roku. Święcenia kapłańskie udzielił mu ks. bp Franciszek Jop w kościele Nawiedzenia Najświętszej Marii Panny o. Karmelitów na Piasku 20 czerwca 1954 roku w Krakowie.

### Posługa kapłańska
W latach 1954–1956 pracował w Sędziszowie Małopolskim, a od września do grudnia roku 1954 w Skomielnej Czarnej. W roku 1956 przebywał w Rozwadowie nad Sanem i Krośnie nad Wisłokiem. W latach 1956–1957 w Bytomiu w szkole nr 5 i nr 12. W 1957 i 1958 roku w Gorzowie Wielkopolskim był katechetą szkoły nr 3, prefektem Technikum Chemicznego, obsługiwał także szpitale: Dziecięcy, Zakaźny, Okręgowy i Psychiatryczny oraz zajmował się duszpasterstwem harcerzy. W Nowej Soli pracował w latach 1958–1959. W roku 1959 skierowano go na krótko do Rozwadowa. W latach 1959–1960 powołany do pracy w Bolkowie, następnie posługę kapłańską wykonywał w Krośnie w latach 1960–1962. Przez kolejne lata pracował w Wołczynie (1962-1964), Wałczu (1964-1965), Tenczynie (1965-1966). W 1966 i 1967 roku w Sędziszowie spełniał swoje obowiązki jako kaznodzieja i spowiednik. Przebywał także w 1967 roku jakiś czas na zastępstwie w Wołczynie. Lata 1967–1971 spędził w Bytomiu jako katecheta, obsługiwał też szpitale: górniczy i zakaźny. W latach 1971–1972 pracował w Rozwadowie, a następnie w latach 1972–1977 był wikarym i katechetą w Nowej Soli. W latach 1977–1979 spełniał obowiązki kapłana w Tenczynie oraz przez kilka miesięcy 1979 roku w Bytomiu. Do Piły powołano go w roku 1980 i 1981. Od roku 1981 do 1986 był w Krakowie, gdzie pracował jako kapelanem Instytutu Onkologii oraz duszpasterz i kapelan harcerzy.
15 lipca 2014 roku, postanowieniem Prezydenta Rzeczypospolitej Polskiej Bronisława Komorowskiego, przyznano odznaczenie Krzyż Wolności i Solidarności dla o. Dominika Orczykowskiego za działalność harcerską, wspieranie duchowe niezależnych ośrodków harcerskich w okresie PRL. W 2015 roku, roku w którym obchodził sześćdziesięciolecie kapłaństwa, w kościele parafialnym pw. Matki Bożej Częstochowskiej w Krakowie-Olszanicy odbyła się uroczysta msza święta jubileuszowa.
Pracował jako kaznodzieja, spowiednik, wikary, katecheta, przygotowywał dzieci do pierwszej komunii św., przeprowadzał rekolekcje, odprawiał tridua paschalne, głosił kazania i homilie wielu parafiach w Polsce.
Znany jest jako pełen energii, o. Dominik, mówi o sobie „Jestem sługa Boży nieużyteczny”.

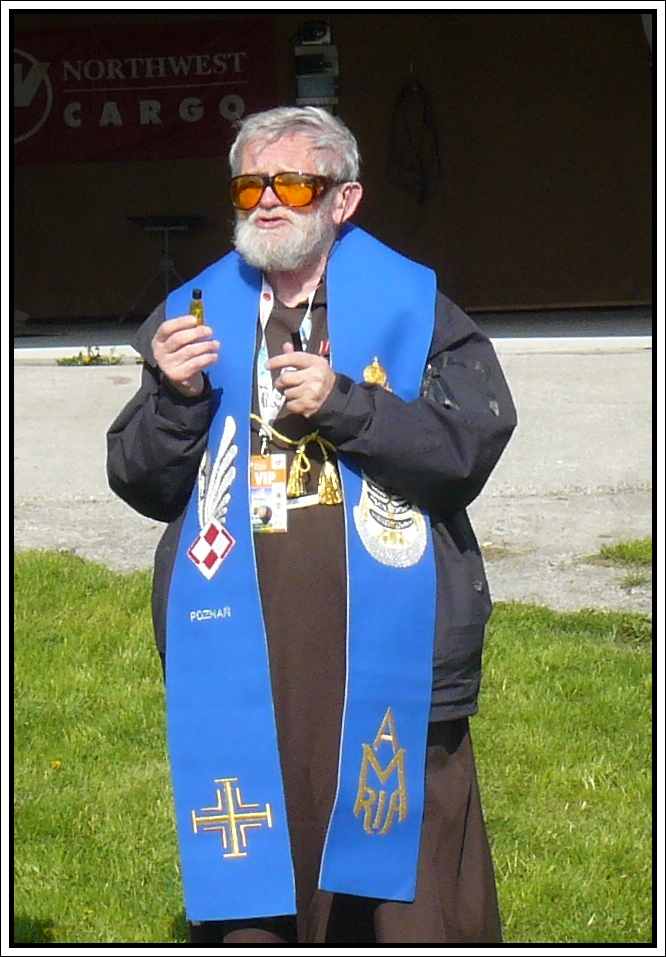
O. Dominik kapelan lotników

### „Kapelan” polskich lotników
W 1961 roku związał się z lotnictwem, kiedy to na lotnisku aeroklubowym w Krośnie jako pasażer po raz pierwszy poleciał z pilotem Henrykiem Selwą samolotem CSS-13, od tej chwili towarzyszył lotnikom w ich pasji lotniczej, jest wszędzie gdzie go potrzebują i zapraszają. Jak mówi: „Służę lotnikom, moim hobby nie jest lotnictwo, ale człowiek który lata”. To właśnie lotnicy nazwali go swoim kapelanem, w środowisku lotniczym znany jest jako ojciec Dominik, kapelan lotników. Często odwiedza lotniska aeroklubowe i prywatne, jest gościem honorowym wielu spotkań i zawodów lotniczych, wygłasza kazania, odprawia msze święte dla lotników i poświęca ich samoloty.
Upodobał sobie szczególnie duszpasterstwo wśród szybowników, towarzyszył im w zawodach w wielu krajach świata. Uczestniczył w Mistrzostwach Szybowcowych w Lesznie 1962 i rokrocznie tamże na mistrzostwach Polski, na Mistrzostwach Świata w Lesznie 1968, w Settimana Volovelistica w Bolzano 1972, na Mistrzostwach Krajów Socjalistycznych w Per koło Gyor na Węgrzech, w mistrzostwach Świata w Räyskälä w Finlandii 1976 oraz w Châteauroux we Francji w 1978 roku. W 1979 roku w Szwecji w Örebro na mistrzostwach Klasy Club i w tymże roku trasą Szwecja – Dania – Anglia – Francja – Włochy, we Włoszech na 2. mistrzostwach o Puchar Gór w Rieti. Także w Rieti w 1985 na Mistrzostwach Świata, a w Austrii w Wiener Neustadt w 1989 roku.
W Londynie otrzymał Złoty Krzyż Zasługi od Prezydenta Rzeczypospolitej za działalność harcerską i lotniczą (11 listopada 1989), został też wyróżniony Błękitnymi Skrzydłami za duszpasterską opiekę nad polskimi szybownikami. W styczniu 1993 roku został członkiem Warszawskiego Klubu Seniorów Lotnictwa.
27 marca 1994 roku został Honorowym Członkiem Aeroklubu Ostrowskiego (z okazji 50-lecia Aeroklubu). W lipcu roku 1994 był na Szybowcowych Mistrzostwach Europy w Rieti (Włochy). Został uhonorowany przez Aeroklub Polski odznaczeniem Zasłużony Działacz Lotnictwa Sportowego (21 stycznia 1997). Od 5 stycznia 1998 roku jest członkiem Lotniczego Klubu „Loteczka” we Wrocławiu. 15 lipca 2002 roku przyjęto go na Honorowego Członka Krośnieńskiego Klubu Seniorów Lotnictwa im. gen. pil. Ludomiła Rayskiego.
Ojciec Dominik pamiętał nie tylko o lotnikach żyjących, ale i o tych, którzy odeszli na zawsze. Co roku, w dniu 10 grudnia, odprawiał w Krakowie Mszę Św. za zmarłych lotników. Bywał na wielu lotniskach w Polsce, spędził z pilotami w powietrzu na różnych typach i rodzajach statków powietrznych ponad 50 godzin, sam jednak nigdy nie został pilotem ze względu na słaby wzrok. W 2001 roku obchodził jubileusz 50-lecia swojej działalności lotniczej, w związku z czym w Sali Tradycji i Historii Krośnieńskiego Klubu Seniorów Lotnictwa odbyło się uroczyste spotkanie jubilata z lotnikami. Otrzymał serdeczne podziękowanie za długoletnią opiekę duchową i współpracę, a w ramach specjalnych podziękowań uruchomiono samolot CSS-13, aby na tym samym lotnisku ponownie mógł przeżyć wrażenia z pierwszego lotu.
18 października 2018 o. Dominik brał udział w uroczystości odsłonięcia tablicy upamiętniającej płk. pil. Bolesława Orlińskiego w Warszawie przy ul. Racławickiej 94, gdzie wybudował dom i mieszkał.
Uroczystość odsłonięcia współorganizował Warszawski Klub Seniorów Lotnictwa oraz Urząd Dzielnicy Mokotów, o. Dominik dokonał poświęcenia tablicy upamiętniającej.

### Harcerz „Pogodny Orlik”
Z harcerstwem związany był od dziecka, w szkole powszechnej w Drohobyczu był zuchem, w Męcinie pełnił funkcje nieformalnego drużynowego. W 1956 roku powrócił do harcerstwa jako zakonnik, objął swoją opieką duszpasterską harcerzy w Gorzowie Wielkopolskim. Brał udział w organizowaniu Białych Służb (BS) Ruch Harcerski Rzeczypospolitej. W latach 1981–1986 w Krakowie był duszpasterzem-kapelanem harcerzy, wtedy to w Krakowskiej 19 Lotniczej zdobył dwa najwyższe stopnie harcerskie: Harcerza Orlego i Harcerza Rzeczypospolitej oraz wszystkie stopnie instruktorskie: przewodnika, podharcmistrza i harcmistrza. Otrzymał harcerskie miano, pseudonim „Pogodny Orlik” i został przyjęty do Komandorii Szczepów Lotniczych. W 1987 został mianowany przez Kurię Arcybiskupią kapelanem Okręgowego Szpitala Kolejowego we Wrocławiu, a w roku 1988 rejonowym duszpasterzem harcerek i harcerzy.
Brał udział w Jubileuszowym Zlocie 80-lecia Harcerstwa Polskiego w Olsztynie k. Częstochowy 8–18 sierpnia 1991 oraz jako kapelan harcerski w Spotkaniu z Ojcem św. Janem Pawłem II w czasie VI Światowego Dnia Młodzieży w Częstochowie. Na Sejmiku Bractwa Podwójnej Mewy w Warszawie 16 listopada 1991 został wybrany do Rady Bractwa. Był delegatem na XVIII Walny Zjazd ZHP-1918 w Warszawie (1990). Uczestniczył w Zjednoczeniowym Zjeździe ZHR i ZHP-1918 (1992) oraz w III Walnym Zjeździe ZHR (1993). Z krakowskim ZHR pojechał w maju 1994 roku na uroczystości 50-lecia bitwy pod Monte Cassino. Na IV Walnym Zjeździe ZHR w Warszawie (1995) brał udział w uchwaleniu Statutu Związku Harcerstwa Rzeczypospolitej. W sierpniu 1996 roku brał udział w Pielgrzymce Zawierzenia ZHR do Ojca św. Jana Pawła II w Castel Gandolfo. Biskup sandomierski powierzył mu opiekę nad Szczepem ZHR „Leśne Plemię” w Rozwadowie – Stalowej Woli. W 2000 roku był z ZHR ze Stalowej Woli na XV Światowym Dniu Młodzieży w Rzymie. W 2002 roku był komendantem harcerskim kolonii zuchów „Asy Przestworzy” w Chochołowie. 21 września 2002 roku został przyjęty do Kręgu Harcmistrzów ZHR. Uczestniczył w wielu zjazdach i zlotach harcerskich, a w czasie swojej harcerskiej działalności brał udział w 50 obozach harcerskich. W 2011 roku odznaczonym Krzyżem Honorowym ZHR „Semper Fidelis”.

### Puchar brata Dominika
O. Dominik był fundatorem pucharu Przechodniego dla najlepszego szybownika w pierwszej dekadzie sierpnia (Puchar brata Dominika).

19 marca 2024 zmarł w Krakowie O. Dominik Orczykowski OFMCap, został pochowany 23 marca 2024 na cmentarzu w Olszanicy, w uroczystości pogrzebowej uczestniczyli: zakonnicy, harcerze, lotnicy oraz prezydent RP Andrzej Duda. Po informacji o śmierci O. Dominika Orczykowskiego przewodniczący Związku Harcerstwa Rzeczypospolitej hm. Krzysztof Wójtowicz zarządził tygodniową żałobę we wszystkich jednostkach ZHR.
Zarządzeniem prezydenta RP Andrzeja Dudy odznaczono pośmiertnie O. Dominika Orczykowskiego Krzyżem Komandorskim Orderu Odrodzenia Polski cyt. "za wybitne zasługi w działalności na rzecz wychowania pokoleń młodzieży w duchu idei harcerskiej i kształtowania postaw patriotycznych, za osiągnięcia w pracy duszpasterskiej".

## Odznaczenia i wyróżnienia
- Krzyż Komandorski Orderu Odrodzenia Polski (pośmiertnie 20 marca 2024)[8]
- Krzyż Kawalerski Orderu Odrodzenia Polski (18 czerwca 2004, za wybitne zasługi w działalności na rzecz rozwoju polskiego lotnictwa sportowego, za osiągnięcia w pracy społecznej)[9]
- Krzyż Wolności i Solidarności (15 lipca 2014, za zasługi w działalności na rzecz niepodległości i suwerenności Polski oraz respektowania praw człowieka w Polskiej Rzeczypospolitej Ludowej)[10]
- Złoty Krzyż Zasługi
- Członek Honorowy Aeroklubu Ostrowskiego
- Błękitne Skrzydła
- Zasłużony Działacz Lotnictwa Sportowego
- Honorowe Wyróżnienie im. Dedala Aeroklubu Polskiego
- Medal „Dziękujemy za wolność” (2017)[11]
- Krzyż Honorowy ZHR „Semper Fidelis”
- Złoty Medal Harcerskiej Wdzięczności im. Andrzeja Małkowskiego
- Znak Puszczańskiego Uznania[2]